# Nümbrecht
Nümbrecht – miejscowość i gmina uzdrowiskowa w Niemczech, w kraju związkowym Nadrenia Północna-Westfalia, w rejencji Kolonia, w powiecie Oberberg. W 2010 roku liczyła 17 226 mieszkańców.